# Coors Light
A Coors Light é uma cerveja de baixo teor alcoólico produzida pela Coors Brewing Company. Essa cerveja foi produzida pela primeira vez em 1978. O seu teor alcoólico é de 4.2%.
A cerveja tem uma marca d'água (conhecida como "Cold Certified") em sua garrafa, na cor branca. Entretanto, quando a temperatura da cerveja cai para 4 graus Celsius, essa marca d'água fica azul. Compete principalmente com a Bud Light e Miller Lite.

## Promoções
Em 2009, as embalagens térmicas (chamada de koozie) da Coors Light, com imagens do Jogos Olímpicos de Inverno de 2010, vieram em uma promoção limitada, que trazia 28 garrafas ao invés das 24, que é o padrão.